# Joice Mujuru
Pour les articles homonymes, voir Joice.
Joice Mujuru, née le 15 avril 1955 à Mount Darwin, est une femme d'État zimbabwéenne. Elle est, entre 2004 et 2014, Première vice-présidente de la République et vice-présidente du parti ZANU-PF.

## Biographie
Vétéran de la guerre d'indépendance, elle rejoint en 1973 la guérilla du ZANU-PF, qui combat le gouvernement de Ian Smith. Elle prend pour surnom de guerre Teurai Ropa, ce qui signifie « faire couler le sang ».
En 1980, au moment de l'indépendance du Zimbabwe, elle devient, à l'âge de 25 ans, ministre des sports, de la jeunesse et du divertissement au sein du gouvernement dirigé par Robert Mugabe. Elle participe aux gouvernements successifs depuis cette date, et est entre autres ministre du développement et des femmes, de l'information, des postes et des télécommunications et du développement rural et de l'eau.
En 2000, alors que le président Mugabe met à exécution sa politique d'expropriation des fermiers blancs, Mujuru le soutient et appelle les Zimbabwéens noirs à se rendre sur les fermes appartenant aux Blancs et à en repartir avec « les t-shirts et shorts ensanglantés des fermiers blancs et de leurs collaborateurs noirs ».
En décembre 2004, elle est nommée Première vice-présidente du pays et le Times britannique la voit en successeur possible de Mugabe. L'année suivante, le journal sud-africain Sunday Tribune la décrit comme héritière probable de Mugabe, et prédit qu'elle serait la candidate du ZANU-PF pour l'élection présidentielle de 2008. C'est finalement Mugabe lui-même qui est candidat et remporte un nouveau mandat. Elle est cependant un temps considérée comme sa dauphine politique.
Le 8 décembre 2014, Mujuru est limogée de son poste de vice-présidente, ainsi que huit ministres proches d'elle, par le président Mugabe. L'ancien ministre Emmerson Mnangagwa lui succède.

## Sources
- (en) Biographie officielle
- (en) "Say hello to Bob's heir apparent", Sunday Tribune, 9 janvier 2005
- (en) "Mugabe’s successor could be Spill Blood, the rabid girl guerrilla", The Times, 5 décembre 2004
- (en) "Profile: The Mujuru couple", Joseph Winter, BBC, 30 mars 2007.